# Cornella violàcia
La cornella violàcia (Corvus violaceus) és un ocell de la família dels còrvids (Corvidae).

## Hàbitat i distribució
Habita boscos i vegetació secundària, de Seram, a les Moluques meridionals.